# Morarji Desai
Morarji Ranchhodji Desai – hindi मोरारजी देसाई – (29. februar 1896 – 10. april 1995) var en indisk politiker, der som aktiv i den indiske selvstændighedsbevægelse samt i Kongrespartiet, hvor mange havde set ham som en mulig arvtager efter Jawaharlal Nehru og Lal Bahadur Shastri. 
Desai havde mange betydnignsfulde ministerposter lige siden midten af 1950'erne, men han kom i modsætningsforhold til Indira Gandhi fra omkring 1969 på grund af den mere centralistiske partilinie, som hendes politiske strategi antog. Sammen med en række andre kongrespolitikere tilsluttede han sig i 1975 den Jayaprakash Narayan-ledede modstandsbevægelse mod Indira Gandhi og ved valget i 1977 indgik Desai i den nydannede folkefrontskoalition Janatapartiet (sv) (Folkets Parti), hvis væsentligste samlingskraft netop udgjordes af partimedlemmernes modstand mod Indira Gandhis måde at lede Indien på. Det var ikke et enkelt eller et samlet parti, men en folkefront af partier og individuelle, og partiet nåede ikke at opbygge hverken en administrativ eller en politisk ledelsesstruktur.
Janata Party vandt en overvældende valgsejr med næsten totrediedele af pladserne i parlamentet og for første gang i det selvstændige Indiens historie var Kongrespartiets totale dominans brudt. Jayaprakash Naryan, der var koalitionen egentlige leder, havde udset sig den efterhånden 81 år gamle Desai som leder af den nye regering ud fra det synspunkt, at han formentlig var den bedste til at holde koalitionens samlet, og han tiltrådte som premierminister den 24. marts 1977.
På trods af Moraji Desais ihærdighed resulterede den løse eller manglende partistruktur inden for Janata Party imidlertid i en ineffektiv regeringsperiode. Da Charan Singh fra koalitionsdeltageren Bharatiya Lok Dal (Det Indiske Folks Parti) i juli 1979 trak sig ud af koalitionen sammen med sit parti, brød koalitionen sammen, og Desai fratrådte den 15. juli 1979. Med løfte om støtte fra Indira Gandhis del af det på dette tidspunkt splittede Kongresparti dannede Charan Singh derefter kortvarigt regering.
Morarji Desai var stærkt optaget af Mahatma Gandhis principper, og betegnes som en overbevist moralist. Han er gentagne gange blevet hyldet for sine aktiviteter under den indiske selvstændighedsbevægelse. Han er derudover den første og hidtil eneste inder, der har modtaget den højeste civile æresbevisning fra såvel Indien som Pakistan, nemlig ordenerne Bharat Ratna og Nishaan-e-Pakistan. 